# Hrs
Hrs ili Hurs istočnoslavensko je božanstvo za koje se pretpostavlja da je forimirano pod utjecajima s juga. Hrs, kao i Dabog, je božanstvo sunca. Njegov drveni idol se je nalazio u Kijevu uz idole Peruna, Daboga, Striboga, Semargla i Mokoši. Etimologija imena boga Hrsa nije određena, no možemo sa sigurnošću ustvrditi da Hrs nije slavenska riječ. Hrsovo ime dovodi se u vezu s egipatskom riječju horz-hor (označavala jutarnje Sunce), perzijskom Khores i židovskom Cheres (phelvi khorsed) koje označava Sunce. U epu "slovo u polku Igorevu" spominje se Hrs. Knez Vsevolod je bježao, prije nego što su pijetlovi zapjevali, od Kijeva do Tmutorakana i presijecao put velikom Hrsu. Prema tome, knez je stigao u Tmutorakan prije sunčeva izlaska.

## Poveznice
- Slavenska mitologija